# Parafia Zwiastowania Najświętszej Maryi Panny w Nowym Kazanowie
Parafia Zwiastowania Najświętszej Maryi Panny w Nowym Kazanowie – rzymskokatolicka parafia w Nowym Kazanowie, należąca do dekanatu koneckiego w diecezji radomskiej. W kościele parafialnym znajdują się również kaplice św. Franciszka i św. Antoniego.

## Historia
Parafia w Nowym Kazanowie istnieje od 1924 roku. Kościół jednak został wybudowany w tej miejscowości już w 1529 r., następnie wybudowano w jego pobliżu klasztor, który w 1627 został przekazany Bernardynom. Przebudowę drewnianego kościoła jak i klasztoru ukończono w 1781 r. Trwała ona z przerwami kilkanaście lat. Konsekracji kościoła dokonał 10 sierpnia 1764 bp. Ignacy Kozierowski. W 1891 r. w budynkach klasztoru władze carskie postanowiły urządzić wojskowy szpital, jednak ostatecznie zakwaterowano w nich wojsko. Od 1900 r. budynki znów zostały przekazane księżom. W 1924 parafia została ponownie erygowana przez bp. Mariana Ryxa. Budynki kościoła i klasztoru uległy w czasie wojny uszkodzeniom, a w 1939 roku służyły mieszkańcom jako schronienie w czasie toczących się w okolicy walk.

## Proboszczowie
- do - 1971 - ks. Stanisław Wolski
- 1971 - 1985 - ks. Marian Ludwiński
- 1985 - 1993 - ks. Klemens Wlazło
- 1993 - 1999 - ks. Ryszard Wojciechowski
- 1999 - nadal - ks. kan. Stanisław Rożej

## Terytorium
Do parafii należą wierni z miejscowości: Brody (miejscowo rozdzielane na Brody Nowe i Brody Stare), Nowy Kazanów, Stary Kazanów, Pomorzany, Sierosławice i Nowe Sierosławice.